# Pęczyna
Pęczyna (Helosciadium W.D.J. Koch) – rodzaj roślin z rodziny selerowatych (baldaszkowatych). Obejmuje 5 gatunków. Wszystkie występują w Europie z centrum zróżnicowania w jej południowo-zachodniej części, dwa gatunki rosną poza tym kontynentem także w północno-zachodniej Afryce. Do polskiej flory należą trzy gatunki, spośród których pęczyna wodna H. inundatum jest uznawana za gatunek wymarły, pęczyna węzłobaldachowa H. nodiflorum znana jest z jednej lokalizacji, a pęczyna błotna H. repens znana jest z nielicznych stanowisk na Pomorzu Zachodnim i w Wielkopolsce. Ze względu na włączanie tych roślin przez znaczną część XX wieku do rodzaju selery Apium w wielu publikacjach znane są pod nazwami synonimicznymi oznaczającymi te gatunki jako selery właśnie. Badania molekularne, morfologiczne i chemiczne wykazały odrębność taksonomiczną tych roślin i obecnie zaliczane są one nie tylko do osobnego rodzaju, ale i plemienia w obrębie selerowatych. Rośliny te związane są z siedliskami mokradłowymi, brzegami wód i wodami.

## Morfologia
PokrójRośliny płożące, podnoszące się lub prosto wzniesione, nagie, korzeniące się w węzłach. Osiągają w większości niewielką wysokość, od kilku do ok. 20–40 cm, rzadko (tylko pęczyna węzłobaldachowa) do 80 cm.
LiścieWszystkie podobne (homomorficzne) lub zróżnicowane (heteromorficzne). Pojedynczo lub podwójnie trójdzielne lub pierzaste. Listki lancetowate do jajowatych, piłkowane lub głębiej wcinane do klapowanych.
KwiatyDrobne, zebrane w niewielkie baldaszki, a te w baldachy złożone. Obecne są pokrywy lub przynajmniej pokrywki, zwykle lancetowate i biało obrzeżone, rzadziej listków podkwiatostanowych brak. Płatki białe, zwykle całobrzegie, rzadziej wycięte. Ząbki kielicha drobne, niewyraźne. Szyjki słupka krótkie i odgięte.
OwoceKuliste lub elipsoidalne rozłupnie, rozpadające się na rozłupki lub nie.

## Systematyka
Pozycja systematyczna
Rodzaj w obrębie rodziny selerowatych (baldaszkowatych) Apiaceae klasyfikowany jest do podrodziny Apioideae, plemienia Oenantheae. Rodzaj jest siostrzany w stosunku do rodzaju potocznik Berula, od którego różni się liczbą chromosomów (ma ich 2n = 22, a potocznik 2n = 20) oraz liczbą smug (vittae) na owocu (tylko 6 na każdej z rozłupek, podczas gdy u potocznika są one liczne). Między tymi rodzajami dochodzi do krzyżowania (× Beruladium A.C. Leslie). Do bardzo blisko spokrewnionych należą też rodzaje: marek Sium i Cryptotaenia. 
W 1927 Hermann Wolff, a w 1968 Thomas G. Tutin spopularyzowali szerokie ujęcie rodzaju selery Apium, do którego włączyli rodzaj Helosciadium i Cyclospermum. W efekcie przez znaczną część XX wieku gatunki z rodzaju Helosciadium były w wielu publikacjach opisywane jako selery. Badania molekularne, morfologiczne i chemiczne wykazały odrębność taksonomiczną tych roślin i w konsekwencji zaliczane są one nie tylko do osobnego rodzaju, ale i plemienia w obrębie selerowatych. 
Wykaz gatunków
- Helosciadium bermejoi (L.Llorens) Popper & M.F. Watson
- Helosciadium crassipes Koch ex Rchb.
- Helosciadium inundatum (L.) Koch – pęczyna wodna, selery wodne
- Helosciadium nodiflorum (L.) Koch – pęczyna węzłobaldachowa, selery węzłobaldachowe
- Helosciadium repens (Jacq.) Koch. – pęczyna błotna, selery błotne